# Batangsari
Batangsari is een bestuurslaag in het regentschap Subang van de provincie West-Java, Indonesië. Batangsari telt 7481 inwoners (volkstelling 2010).